# Reichskommissariat Ostland
El Reichskommissariat Ostland va ser el nom alemany de la unitat administrativa territorial que agrupava diversos països i regions ocupats per l'Alemanya Nazi a Europa de l'Est durant la Segona Guerra Mundial. La província d'Ostland va ser formada en consolidar-se l'avançamentde les tropes nazis després de l'operació Barbarroja el 1941 i comprenia els països bàltics (Estònia, Letònia i Lituània), diverses regions de l'est de Polònia, i zones occidentals de Belarús, Ucraïna i Rússia que fins aleshores es trobaven sota el control o sobirania de la Unió Soviètica.
També va ser conegut sota el nom inicial de Reichskommissariat Baltenland («Terres bàltiques»). L'organització política d'aquest territori, després d'un període inicial d'administració militar després de la conquesta, nominalment va passar a estar sota l'autoritat del Ministeri del Reich per als Territoris Ocupats de l'Est (Reichsministerium für Die besetzten Ostgebiete o RMfdbO) liderat per l'ideòleg nazi Alfred Rosenberg, encara que aviat va passar a ser dirigit pel nou Reichskommissar Hinrich Lohse.
El principal objectiu polític que el ministeri estableix per a l'Est, en el marc de les polítiques Nacionalsocialistes establertes per Adolf Hitler, passava pel complet extermini de les poblacions de jueus, l'establiment d'alemanys ètnics i l'expulsió o germanització entre la població local. Mitjançant l'ús dels Einsatzgruppen A i B, més d'un milió de jueus van ser assassinats al Reichskommissariat Ostland. Les polítiques de germanització, plantejades sobre les bases del Generalplan Ost, acabarien sent portades a terme a través d'una sèrie d'edictes especials i les línies mestres dels plans generals per a Ostland. Ostland no ha de confondre's amb l'Ober Ost, entitat alemanya que va tenir un paper similar als països bàltics durant el període de la Primera Guerra Mundial.

## Antecedents

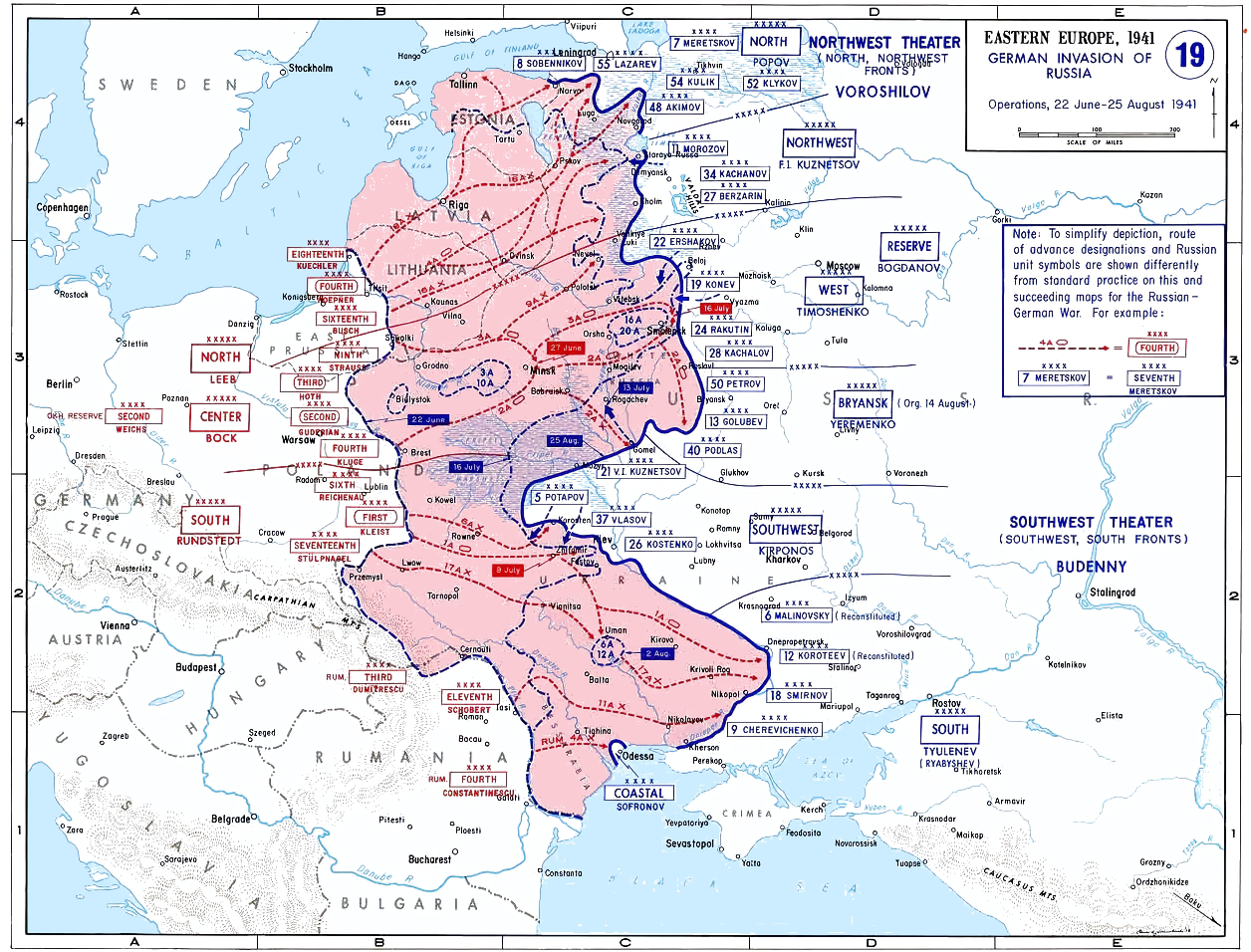
Avenços alemanys durant les primeres setmanes de la Operació Barbarroja (1941).

Abans de l'estiu de 1941 el Ministre del Reich per als Territoris Ocupats de l'Est (Reichsminister fur Die besetzten Ostgebiete), Alfred Rosenberg, tenia previst usar el terme Baltenland (Terres Bàltiques) per a una àrea que eventualment seria coneguda com a Ostland. Otto Bräutigam, important col·laborador de Rosenberg en aquells moments, es va oposar a aquesta idea. A una declaració feta temps després, aquest va argumentar que Rosenberg era un alemany bàltic i la seva iniciativa es trobava fortament influïda pels seus «amics bàltics». Així i tot un altre important col·laborador de Rosenberg, Georg Leibbrandt, va opinar en contra de Bräutigam i va argumentar que seria més fàcil de guanyar la simpatia dels pobles bàltics si es feia servir la seva pròpia terminologia.

### Després de l'Operació Barbarroja
Després del començament de la invasió alemanya a la Unió Soviètica, vastes zones de l'est van ser conquerides per les forces alemanyes. Al començament aquestes àrees van quedar sota ocupació militar de les autoritats de la Wehrmacht però, tan bon punt la situació militar ho va permetre, es va anar instituint una nova administració sota direcció alemanya que s'encarregués d'aquests territoris. Un decret de Hitler amb data de 17 de juliol de 1941 va establir la creació dels Reichskommissariates a l'Est, com a unitats administratives del Gran Reich Alemán (Großdeutsches Reich). L'estructura dels Reichskommissariates també va quedar definida al mateix decret. Cadascun d'aquests territoris estaria liderat per un governador civil alemany sota el títol de Reichskommissar, nomenats per Hitler i responsables davant seu exclusivament. L'oficial nomenat per fer-se el càrrec d'Ostland (Der Reichskommissar für das Ostland) va ser Hinrich Lohse, l'aleshores Gauleiter de Slesvig-Holstein.
Tanmateix, l'autoritat ministerial de Rosenberg va quedar en la pràctica severament limitada. Per al mes de setembre, l'administració civil decretada anteriorment ja es trobava establerta i regulada. L'1 d'abril de 1942 una «esfera laboral» va ser establerta en les parts civil-administratives dels territoris soviètics ocupats, el que va comportar que Lohse, gradualment, anés reduint els seus contactes amb Rosenberg, preferint despatxar directament amb Hitler, Martin Bormann i la Cancelleria del Partit.

### Plans alemanys

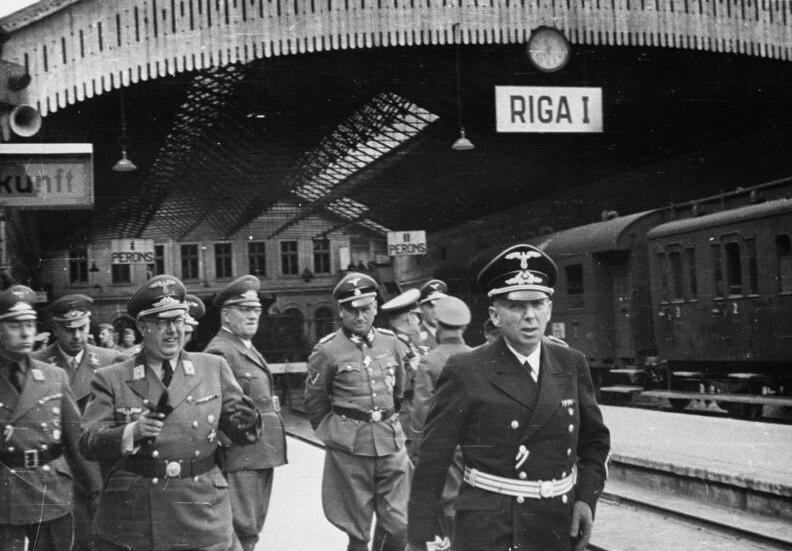
El Reichskommissar Hinrich Lohse -tercer per l'esquerra- al costat d'altres oficials alemanys a la Estació Central de Riga, el 15 de febrer de 1944.

A curt termini, els objectius polítics d'Ostland diferien d'altres regions com Ucraïna, el Caucas o Moscou. Les terres Bàltiques, que serien unides amb Belarús -per servir com un espaiós rerepaís de les zones costaneres-, serien reorganitzats en un Protectorat germanitzat abans de la seva prevista unió amb la mateixa Alemanya en un futur pròxim. Rosenberg argumentava que aquestes terres posseïen un caràcter fonamental europeu, resultat de 700 anys de domini suec, danès i alemany i, per tant, haurien de proporcionar a Alemanya amb Lebensraum, una opinió compartida per Hitler i d'altres líders nazis. Els belarussos, tanmateix, eren considerats pels especialistes del RMfdbO com «petits i febles pagesos» que vivien en la «indiferència folklòrica», encara que també «el més inofensiu i per això el menys perillós [per als alemanys] de tots els pobles a l'Espai Oriental» i un objectiu ideal d'explotació. Rosenberg argumentava que Belarús podria ser en el futur una àrea de recepció apropiada de diversos elements «no desitjats» de la població bàltica i del Govern General en la Polònia ocupada. També va somniar amb la idea de convertir el país en una reserva natural.
El règim nazi planejava fomentar en la regió els assentaments d'alemanys durant la postguerra, veient aquesta com una terra tradicionalment habitada per poblacions germàniques -rememorant els temps de l'Orde Teutònic o de les Croades bàltiques- que havien estat envaïts pels eslaus. Durant la contesa a l'óblast de Pskov es van establir una sèrie d'alemanys ètnics que es va traslladar de Romania al costat d'uns pocs colons dels Països Baixos. L'assentament de colons neerlandesos va ser afavorit per la Nederlandsche Oost-Compagnie, una organització germano-holandesa.
Estava previst que els topònims històrics alemanys serien mantinguts o introduïts per a nombroses ciutats bàltiques, com Reval (Tallin), Kauen (Kaunas) o Dünaburg (Daugavpils), així com moltes altres. Amb l'objectiu de subratllar la planificada incorporació de la regió al Reich alemany, alguns ideòlegs nazis havien proposat el futur ús de noms com Peipusland per a anomenar Estònia o Dünaland per a Letònia per a quan s'haguessin integrat a Alemanya. L'antiga ciutat russa de Nóvgorod, el més oriental lloc comercial estranger de la Lliga Hanseàtica, seria tornat a nomenar com Holmgard.

### El final

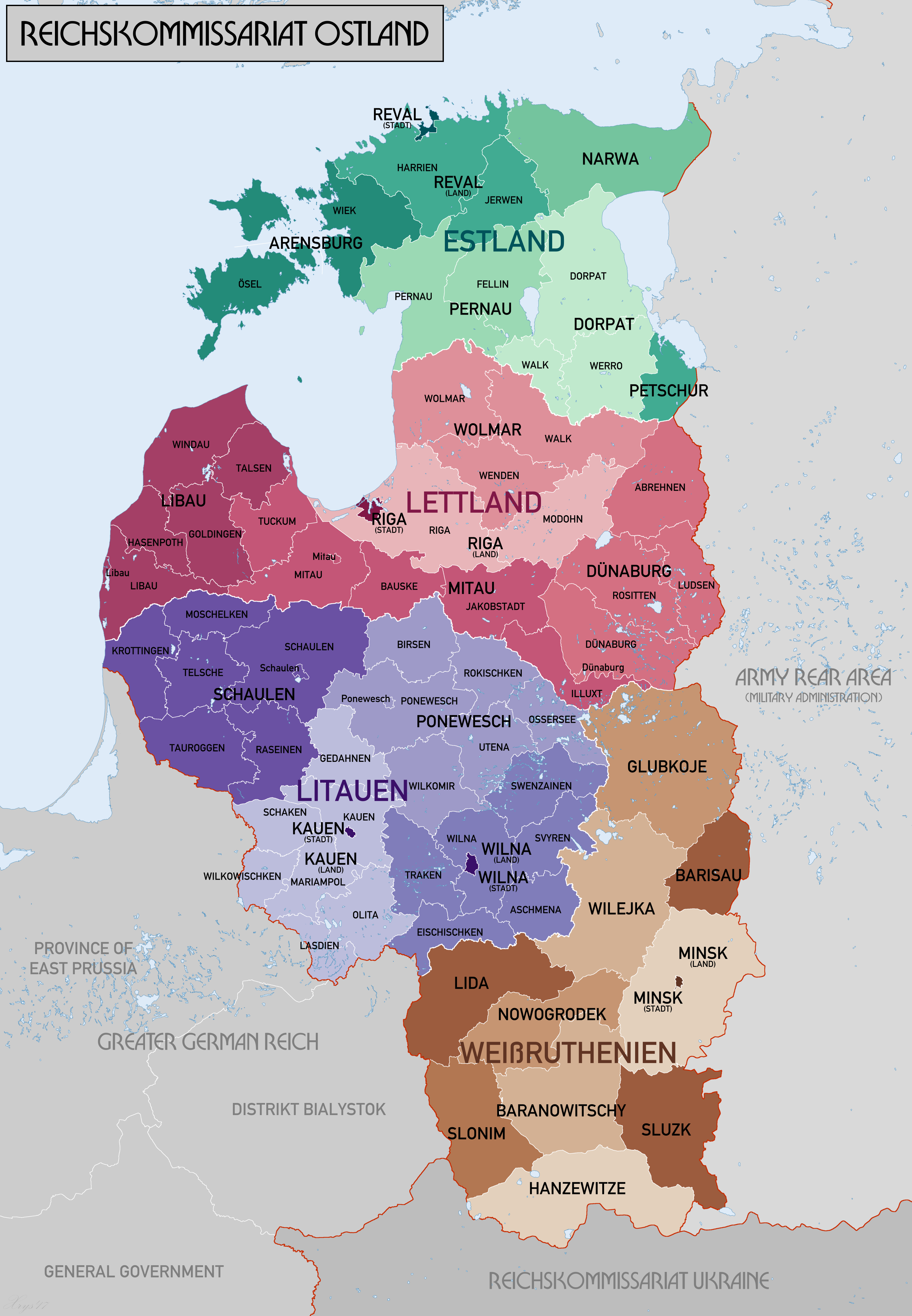
Divisions administratives del Reichskommissariat Ostland.

Entre 1943 i 1944 l'Exèrcit Roig va recuperar gradualment el territori perdut en el seu avançament contra els alemanys, encara que les forces de la Wehrmacht van aconseguir mantenir una petita franja territorial en la Borsa de Curlàndia. Amb el final de la guerra a Europa i la derrota de l'Alemanya nazi el 1945, el Reichskommissariat va deixar definitivament d'existir.

## Organització politicoadministrativa
El Reichskommissariat Ostland estava subdividit en quatre «Regions generals» (Generalbezirke), denominats Estònia, Letònia, Lituània i Belarús, liderades alhora per un Comissari General (Generalkommissar). Els tres estats bàltics es dividien en districtes (Kreisgebiete), els quals eren agrupats en «Districtes principals» (Hauptgebiete), mentre que Belarús només constava dels districtes inferiors. Els territoris conquerits més cap a l'est quedarien sota control militar durant la resta de la guerra. La intenció era incloure aquests territoris en una futura extensió que estava prevista per al Reichskommissariat, on es preveia la incorporació d'Ingria ( Ingermannland), així com els territoris de Smolensk, Pskov i Nóvgorod. La nova frontera oriental d'Estònia estava planejat que s'estengués fins a la línia Leningrad-Nóvgorod, amb el llac Ilmen i el riu Volkhov formant la nova frontera oriental d'aquest país bàltic, mentre que Letònia arribaria fins a la regió de Velíkiye Luki. Belarús estava previst que s'estengués cap a l'est, inclosa l'àrea de Smolensk.
L'administració local del Reichskommissariat Ostland estava liderada pel Reichskommissar Hinrich Lohse. Sota seu existia una complexa jerarquia administrativa: els Generalkomissar dirigien cada Generalbezirk, mentre que els Hauptkommissars i els Gebietskommissars administraven els Hauptgebieten i els Kreisgebieten, respectivament. El centre administratiu per a tota la regió, i també seu del Reichskommissar, es trobava en la ciutat de Riga.